# Триллиум (растение)
Три́ллиум (лат. Tríllium) — род многолетних травянистых растений семейства Мелантиевые. Включает в себя около 50 видов, произрастающих в хвойных и широколиственных лесах Азии (от Афганистана до Дальнего Востока) и Северной Америки. В России растут 2—3 вида, все на Дальнем Востоке. Многие виды триллиумов используются как лекарственные и декоративные растения.
Название происходит от лат. trilix — тройной и отражает тот факт, что почти все части растения существуют в тройном количестве.

## Распространение
Представители рода встречаются в зонах умеренного климата на двух континентах: в Азии (7 видов) и Северной Америке (38 видов). Видов, которые произрастают на обоих континентах, нет.
В восточном полушарии растения встречаются в Афганистане, на Гималаях, в Непале и Пакистане, Бирме, Китае, на Дальнем Востоке России (Камчатка, Сахалин, Курилы, Хабаровский край), в Японии, Корее и Тайване.
В западном полушарии представители рода произрастают на всей территории Северной Америки, за исключением северных субарктических областей и Мексики. Наибольшее разнообразие видов сосредоточено в восточной части Соединённых Штатов (в штатах Джорджия, Алабама, Северная и Южная Каролина, Теннесси, Вирджиния и Кентукки), в которой растёт более чем 10 видов триллиума.

## Строение
Триллиум — многолетнее травянистое растение высотой не более 50 см с коротким толстым корневищем.
Стебли прямостоячие с многочисленными чешуевидными листьями при основании, стеблевые — собраны по три в мутовку.
Чашелистиков, лепестков, тычинок и плодолистиков также по три. Околоцветник состоит из шести долей — трёх наружных зеленоватых и трёх внутренних лепестковидных, белых, красноватых, тускло-жёлтых, более длинных, чем наружные. Цветки одиночные, белого, зеленовато-белого, жёлтого, розового или пурпурного цвета.
Плод — трёхгнёздная зелёная коробочка. Важный показатель, позволяющий отличить разные виды триллиумов, — положение цветка. У одних видов цветоножка отсутствует, цветки как бы сидят на листьях; у других цветок располагается на прямой цветоножке и обращён вверх, а у некоторых цветоножки пониклые и цветки обращены к земле.

## Виды
По информации базы данных The Plant List, род включает 9 видов:
- Trillium albidum J.D.Freeman — Триллиум беловатый
- Trillium angustipetalum (Torr.) J.D.Freeman — Триллиум узколепестный
- Trillium apetalon Makino
- Trillium camschatcense Ker Gawl. — Триллиум камчатский
- Trillium catesbaei Elliott
- Trillium cernuum L. typus[2] — Триллиум поникший
- Trillium channellii Fukuda, J.D.Freeman & Itou
- Trillium chloropetalum (Torr.) Howell — Триллиум зеленоватолепестный
- Trillium × crockerianum Halda
- Trillium cuneatum Raf. — Триллиум клиновидный
- Trillium decipiens J.D.Freeman
- Trillium decumbens Harb.
- Trillium discolor Hook.
- Trillium erectum L. — Триллиум прямостоящий
- Trillium flexipes Raf. — Триллиум гнутоствольный
- Trillium foetidissimum J.D.Freeman
- Trillium govanianum Wall. ex D.Don
- Trillium gracile J.D.Freeman
- Trillium grandiflorum (Michx.) Salisb. — Триллиум крупноцветковый
- Trillium × hagae Miyabe & Tatew.
- Trillium × komarovii H.Nakai & Koji Ito
- Trillium kurabayashii J.D.Freeman — Триллиум Куробояши
- Trillium lancifolium Raf.
- Trillium ludovicianum Harb.
- Trillium luteum (Muhl.) Harb. — Триллиум жёлтый
- Trillium maculatum Raf.
- Trillium × miyabeanum Tatew. ex J.Samej.
- Trillium nivale Riddell — Триллиум снежный
- Trillium oostingii Gaddy
- Trillium ovatum Pursh — Триллиум яйцевидный
- Trillium parviflorum V.G.Soukup — Триллиум мелкоцветковый
- Trillium persistens W.H.Duncan
- Trillium petiolatum Pursh — Триллиум длинночерешковый
- Trillium pusillum Michx. — Триллиум крошечный
- Trillium recurvatum L.C.Beck — Триллиум отвороченный, или Триллиум отогнутый
- Trillium reliquum J.D.Freeman
- Trillium rugelii Rendle
- Trillium sessile L. — Триллиум сидячий
- Trillium simile Gleason
- Trillium smallii Maxim. — Триллиум Смолла
- Trillium stamineum Harb.
- Trillium sulcatum T.S.Patrick — Триллиум бороздчатый
- Trillium taiwanense S.S.Ying
- Trillium tschonoskii Maxim. — Триллиум Чоноски
- Trillium underwoodii Small
- Trillium undulatum Willd. — Триллиум волнистый
- Trillium vaseyi Harb. — Триллиум Вазея
- Trillium viride L.C.Beck — Триллиум зелёный
- Trillium viridescens Nutt.
- Trillium × yezoense Tatew. ex J.Samej.